# 遭難
《遭難》（遭難，Sounan／A distress）是日本樂團東京事變的第二張單曲，由東芝EMI／Virgin Music於2004年10月20日發行，也是東京事變成立以來，三連發作品的第二彈。初回限定為「特殊側封仕樣、《東京事變 live tour 2005 "dynamite!"》門票抽選」。
在單曲銷售成績方面，本張單曲在日本Oricon銷售榜上最高位居單週第2名，名列2004年年度銷售榜第78位。而歌曲「遭難」在日本告示牌所公布的告示牌百強單曲榜中，最高曾名列單週第21名。在銷售認證上，單曲《遭難》銷售突破10萬張，在2004年10月通過日本唱片協會認定為金唱片。

## 單曲概要
《遭難》是東京事變繼2004年9月發表《群青日和》後，睽違一個月的新單曲，也表示東京事變在一個月內接連發行兩張單曲，這樣的情形是椎名林檎個唱時期所發表的作品中從沒出現過的。而且日本樂壇通常是間隔三個月才對外發表新曲，因此，這次僅僅在一個月後就有新單曲發佈，算是椎名林檎音樂生涯中的意外。另外一方面，也可以說是椎名林檎為了「對稱」所發表連續作品，類似的例子為同日發行的單曲《石膏》及《罪與罰》。
本張單曲與首張單曲不同，全為椎名林檎親自擔任作詞作曲，不過同樣地皆有翻唱英文老歌，像是本張單曲就是翻唱美國歌手布蘭達·李在1957年發表的作品「Dynamite」。而在「遭難」這首曲目中，椎名林檎頭頂一朵紅花、身抱吉他，搖滾味濃厚，再搭配上椎名林檎神經質般的嗓音，與看似在拉電子二胡的電吉他，激昂出不一樣的火花。歌曲「炸藥」則是呈現不一樣的風格，特別的是在「炸藥」音樂錄影帶中，椎名林檎不但秀出姣好的身材，並首次與眾多舞者大跳百老匯歌舞秀，甚至爬上鋼琴翹起纖直的美腿，完全展現出東京事變「原創異色風味」。日後，東京事變首度以「遭難」這首歌曲登上朝日電視台的音樂節目「Music Station」。而在節目上演出歌曲時，團員們不但以鮮紅的裝扮登場，節目佈景更隨處可見音樂錄影帶中那朵鮮紅的花朵，完整地表達本張單曲的意象。
在單曲發售時程上，本張單曲於2004年10月20日發行，當天也於官方網站上發表完整版音樂錄影帶「遭難～炸藥」。同時，官方網站也出現聲明：『希望歌迷能夠風雨無阻的去購買這張單曲，並在購買後享受東京事變的新單曲。』台灣則是在2004年10月22日發售進口版，並於10月29日發行台壓版單曲。
最後，在單曲銷售成績方面，本張單曲在發行當週以7.6萬張的銷售量在日本Oricon銷售榜上位居第2名，總計在Oriocn銷售榜上榜8週，累積銷售達12.3萬張，名列2004年年度銷售榜第78位。同時，單曲銷售突破10萬張，在2004年10月通過日本唱片協會認定為金唱片。

### 對稱美學
《群青日和》和《遭難》被歌迷認為兩張是相互對稱的作品，這也是東京事變首次出現對稱美學。在這兩張單曲中，不但歌曲名稱依平假名、片假名對稱，連歌曲曲目的順序都以「A面曲、翻唱曲、B面曲」這樣的方式排列。而演奏時間則各自形成對稱，在《群青日和》是「3.33、2.22、4.04」，在《遭難》則是「3.23、2.02、4.04」。在單曲封面上，《群青日和》採用紅色的色調、橫的排列及半面暈光，而在《遭難》則是採用藍色的色調、直的排列及半面暈光。此外，單曲的商品編號也成對稱，《群青日和》是TOCT-4884，《遭難》則是TOCT-4994。最後，在音樂錄影帶的部分，翻唱曲的音樂錄影帶皆為A面曲的延續。
|  | 01 |
|  | 02 |
|  | 03 |

### 音樂錄影帶

導演拍攝音樂錄影帶的手法

音樂錄影帶的導演內野政明，將「遭難」和「炸藥」兩首歌曲的音樂錄影帶合而為一，完整名稱為：「遭難～炸藥」。在「遭難」音樂錄影帶中，椎名林檎頂著紅花彈吉他，淡淡的露出其女人味，導演更利用旋轉的概念，將團員層層堆疊，完成此首歌的音樂錄影帶。而在「炸藥」音樂錄影帶中，椎名林檎更是超性感，不但以兩套紅、黑性感緊身小禮服的裝扮，歌唱著英文歌詞，更扭腰擺臀地大跳百老匯歌曲的舞步。椎名林檎對於這兩支音樂錄影帶也相當滿意，她表示「這完全表現出東京事變風味。」

## 曲目
| 東京事變【遭難】 | 東京事變【遭難】   | 東京事變【遭難】 | 東京事變【遭難】 | 東京事變【遭難】 |
| 曲序             | 曲目               |                  | 作曲             | 时长             |
| ---------------- | ------------------ | ---------------- | ---------------- | ---------------- |
| 1.               | 遭難               | 椎名林檎         | 椎名林檎         | 3:23             |
| 2.               | Dynamite（翻唱曲） | 湯姆·格雷澤      | Mort Garson      | 2:02             |
| 3.               | 心                 | 椎名林檎         | 椎名林檎         | 4:04             |
| 总时长：         | 总时长：           | 总时长：         | 总时长：         | 9:30             |

作詞：椎名林檎（#1,3）、湯姆·格雷澤（#2）
作曲：椎名林檎（#1,3）、Mort Garson（#2）
全編曲：東京事變

### 曲目介紹
1. 遭難　
  - 收錄於《教育》專輯中
2. Dynamite（日语：ダイナマイト）　
  - 翻唱曲
  - 收錄於《深夜節目》專輯中

原唱：布蘭達·李《Dynamite》（1957）
3. 心　
  - 收錄於《深夜節目》專輯中

在後製資訊所記載的日期「2003年11月25日」是椎名林檎25歲的生日。

## 批評及評價
音樂網站CD Journal的評論家認為「遭難」這首歌曲可以說是椎名林檎以樂團的形式表現出個唱時期的總結。

## 銷售排行

### Oricon 銷售榜(日本)
《遭難》於2004年10月20日發行。發行首週，在日本公信榜Oricon的單曲榜2004年10月第2週付的榜單中以76,160張銷售量居單週第二名。同週第一名是銷售量突破18萬大關的組合樂團橘子新樂園的第八張單曲「花」。第二週則以銷售量2.2萬張位居九位，同週第一、二名分別是橘子新樂園的單曲「花」及男歌手GACKT的單曲「想見你」。總計《遭難》總共在日本公信榜Oricon的單曲榜上榜8週，累積銷售達12.3萬張。同時在2004年年銷售榜中，《遭難》以12.3萬張銷售量居全年第78名。
| 名稱                | Oricon銷售榜 | 最高  | 最高    | 總銷售量 | 累積上榜次數 |
| 名稱                | Oricon銷售榜 | 排 行 | 銷售量  | 總銷售量 | 累積上榜次數 |
| ------------------- | ------------ | ----- | ------- | -------- | ------------ |
| 2004年10月20日 遭難 | 週銷售排行榜 | #2    | 76,160  | 123,344  | 8週          |
| 2004年10月20日 遭難 | 月銷售排行榜 | #5    | 115,986 | 123,344  | 8週          |
| 2004年10月20日 遭難 | 年銷售排行榜 | #78   | 123,344 | 123,344  | 8週          |

### 其他銷售榜
| 排行榜名稱                         | 最高排名 |
| ---------------------------------- | -------- |
| (日本) Soundscan：CD Single Top 20 | #2       |
| (日本) J-WAVE：Tokio Hot 100       | #10      |
| (日本) CDTV Top 100                | #2       |
| (日本) 告示牌百強單曲榜            | #21      |

### 銷售認證
| 認證單位              | 銷量             |
| --------------------- | ---------------- |
| (日本) RIAJ：單曲銷售 | 金唱片 (100,000) |

## 發行歷史
| 國家 | 發行日期       | 發行形式       | 唱片公司              | 商品編號  |
| ---- | -------------- | -------------- | --------------------- | --------- |
| 日本 | 2004年10月20日 | CD             | 東芝EMI／Virgin Music | TOCT-4994 |
| 台灣 | 2004年10月22日 | CD(進口初回盤) | 東芝EMI／Virgin Music | TOCT-4994 |
| 台灣 | 2004年10月29日 | CD(台壓盤)     | 金牌大風              | 81620526  |

## 宣傳行程
| 類型 | 日期       | 名稱                        |
| ---- | ---------- | --------------------------- |
| 廣播 | 2004/10/23 | 【TOKYO FM】COUNTDOWN JAPAN |
| 電視 | 2004/10/29 | 【朝日電視台】MUSIC STATION |

## 脚注